# حشيشة المبارك خرغوسية الأوراق
حشيشة المبارك خرغوسية الأوراق (الاسم العلمي:Geum calthifolium) هي نوع من النباتات تتبع جنس حشيشة المبارك من الفصيلة الوردية.